# Parque nacional General de División Omar Torrijos Herrera
El Parque Nacional General de División Omar Torrijos Herrera, originalmente conocido con el nombre de El Copé (nombre de un árbol, muy común en la región) es un parque nacional de Panamá. Se le denomina en honor a Omar Torrijos Herrera, que el 31 de julio de 1981 murió en un accidente aéreo, en el cerro Marta. Se creó por el Decreto Ejecutivo n.º 18 del 31 de julio de 1986.

## Características
Este parque comprende 25 275 hectáreas de bosques primarios. Está ubicado en la Cordillera Central de Panamá, al norte de un poblado denominado El Copé, provincia de Coclé, tiene dentro de sus límites al cerro Peña Blanca y el cerro Marta. Estos límites recorren la cordillera que divide las aguas entre el Mar Caribe y el océano Pacífico y el punto de unión entre las provincias de Coclé, Colón y Veraguas.

## Flora y fauna
En el parque existe una diversidad de ambientes y comunidades naturales, así como también las cabeceras de los ríos importantes de esta región, tales como: San Juan, Belén y Concepción; en la vertiente del Caribe. Mientras que en el Pacífico el río Marta, Grande y Nombre de Dios.
A pesar de la deforestación, este parque conserva una diversidad de bosques, especies de plantas, variedad de aves y fauna. Aún hoy día existen algunos mamíferos en peligro de extinción, como el jaguar, puma, tigrillo, tapir, saíno, puerco de monte, venado cola blanca, entre otros. Todos estos animales están protegidos por leyes nacionales. El parque es administrado y protegido por el Ministerio de Ambiente de Panamá (MiAmbiente).

## Clima
El clima en este parque varía de tropical húmedo al templado muy húmedo, en lo más alto de la cordillera y tropical muy húmedo en el área del Caribe. 